# Ștefan Șokov
Ștefan I al Bulgariei (n. 7/19 septembrie 1878, Șiroka lăka, sangeacul Gümülcine⁠(d), vilayetul Adrianopol⁠(d), Rumelia Orientală – d. 14 mai 1957, Banea, Republica Populară Bulgaria) a fost un mitropolit bulgar și întâistătător al Bisericii Ortodoxe Bulgare, recunoscut ca atare de Patriarhia Ecumenică de Constantinopol, însă destituit de autoritățile comuniste. 
În calitate de mitropolit de Sofia s-a implicat în Salvarea evreilor din Bulgaria⁠(fr)[traduceți], motiv pentru care a fost onorat postum, în 2001, cu titlul de drept între popoare.
În data de 6 septembrie 1948 guvernul comunist condus de Gheorghi Dimitrov l-a destituit din funcție și i-a stabilit domiciliu obligatoriu în comuna Banea.